# Iulie 2010
Acest articol este generat integral pe baza informațiilor din articolul 2010 și este actualizat periodic de un robot.
 Editările făcute în articol vor fi șterse la următoarea actualizare! Dacă doriți să faceți modificări, editați articolul-sursă.

ianuarie -
februarie -
martie -
aprilie -
mai -
iunie -
iulie -
august -
septembrie -
octombrie -
noiembrie -
decembrie
Iulie 2010 a fost a șaptea lună a anului și a început într-o zi de joi.

## Evenimente
- 1 iulie: Belgia preia de la Spania președinția Consiliului Uniunii Europene.
- 3-25 iulie: A 97-a ediție a Turului Franței.
- 5 iulie: Bronisław Komorowski a fost ales în funcția de președinte al Poloniei cu 53,01% față de contracandidatul său, Jarosław Kaczyński care a strâns 46,99%.[1]
- 11 iulie: Eclipsă solară totală (Pacificul de Sud, America de Sud).
- 27 iulie - 1 august: La Oradea s-a desfășurat Cupa Mondială de Polo de Apă. Echipa națională de polo a Serbiei a câștigat finala în fața Croației. România s-a clasat pe locul 5 și s-a calificat la Campionatul Mondial de Polo din 2011.
- 27 iulie - 1 august: La Barcelona s-a desfășurat cea de-a 20-a ediție a Campionatelor Europene de Atletism.

## Decese
- 2 iulie: Beryl Bainbridge (Dame Beryl Margaret Bainbridge), 77 ani, scriitoare engleză (n. 1932)
- 5 iulie: Geavit Musa, 79 ani, fizician român de etnie tătară (n. 1931)
- 5 iulie: Bob Probert, 45 ani, sportiv canadian (hochei pe gheață), (n. 1965)
- 6 iulie: Maria Homerska, 85 ani, actriță poloneză de teatru și film (n. 1925)
- 6 iulie: Simion Stanciu (aka Syrinx), 60 ani, naist român (n. 1949)
- 6 iulie: Árpád Antal, 84 ani, scriitor, istoric literar și profesor de istorie literară, maghiar (n. 1925)
- 7 iulie: Frank Dochnal, 89 ani, pilot american de Formula 1 (n. 1920)
- 7 iulie: Aristide Traian Teodorescu, 85 ani, inginer român (n. 1924)
- 8 iulie: Adrian Podoleanu, 81 ani, pictor român (n. 1928)
- 9 iulie: Jessica Anderson, 93 ani, romancieră și nuvelistă australiană (n. 1916)
- 12 iulie: James P. Hogan, 69 ani, autor britanic de literatură SF (n. 1941)
- 12 iulie: Lucia Mureșan, 72 ani, actriță română (n. 1938)
- 13 iulie: Ken Barnes (Kenneth Herbert Barnes), 81 ani, fotbalist englez (n. 1929)
- 14 iulie: Mike Michael Kerruish, 61 ani, politician din Insula Man (n. 1948)
- 14 iulie: Mădălina Manole (n. Magdalena-Anca Manole), 43 ani, cântăreață, compozitoare și instrumentistă română (n. 1967)
- 16 iulie: Alice Colonieu, 85 ani, pictoriță franceză (n. 1924)
- 16 iulie: James Gammon, 70 ani, actor american (n. 1940)
- 16 iulie: Jean Montreuil, 89 ani, biochimist francez, membru de onoare al Academiei Române (n. 1920)
- 18 iulie: Mircea Micu, 73 ani, poet român (n. 1937)
- 22 iulie: Petru Baracci, 88 ani, actor de teatru și film din Republica Moldova (n. 1929)
- 24 iulie: Alex Higgins (Alexander Gordon Higgins), 61 ani, jucător nord-irlandez (snooker), (n. 1949)
- 27 iulie: Simion Ghimpu, 71 ani, poet din R. Moldova (n. 1939)
- 28 iulie: Valentin Abecia, 84 ani, istoric bolivian (n. 1925)
- 28 iulie: Cornelia Ștefănescu, 81 ani, critic și istoric literar român (n. 1928)
- 29 iulie: Nicolae Popescu, 72 ani, matematician român (n. 1937)
- 29 iulie: Nicolae Popescu, matematician român (n. 1937)